# Andrea Weiss (directora de cine)
Andrea Weiss es una realizadora de documentales independiente estadounidense, escritora y profesora de cine / vídeo en el City College de Nueva York donde codirige el Programa MFA en Cine. Fue directora de investigación de archivos del documental Before Stonewall: The Making of a Gay and Lesbian Community (1984), por el que ganó un premio Emmy de noticias y documentales.

## Biografía
Weiss ha recibido becas del National Endowment for the Humanities, National Endowment for the Arts, New York State Council on the Arts y New York Foundation for the Arts, así como una beca Fulbright de Estados Unidos / España. Tiene un doctorado. en Historia de la Universidad de Rutgers.[cita requerida]
Ha vivido en Londres, Berlín y Barcelona, y actualmente reside en la ciudad de Nueva York.

## Carrera profesional

### Libros
Weiss es el autor de: Vampires and Violets: Lesbians in the Cinema (Jonathan Cape, 1992); Paris era mujer: Retratos de la orilla izquierda del Sena (Rivers Oram Press, 1995), que ganó un Premio Literario Lambda ,[cita requerida] (reimpreso por Counterpoint Press en 2013); y En la sombra de la montaña mágica: La historia de Erika y Klaus Mann (University of Chicago Press, 2008), que ganó un premio Publishing Triangle.
Sus libros se han traducido al francés, español, alemán, coreano, sueco, japonés, esloveno y croata.

### Cine
Ella cofundó la compañía cinematográfica sin fines de lucro, Jezebel Productions, con su socia Greta Schiller, en 1984.
Sus créditos cinematográficos incluyen International Sweethearts of Rhythm (1986), Tiny & Ruby: Hell Divin 'Women (1988), Paris Was a Woman (1995), A Bit of Scarlet (1997), Seed Of Sarah (1998), Escape to Life: La historia de Erika y Klaus Mann (2000) (codirigida con Wieland Speck), I Live At Ground Zero (2002), ReCall Florida (2003), UN Fever (2008), No Dinosaurs in Heaven (2010).
Su largometraje documental de 2017, Bones of Contention, se estrenó en el Festival Internacional de Cine de Berlín de 2017,[cita requerida] ganó el premio al Mejor Documental en el Festival de Cine Side by Side ,[cita requerida] apareció en QFest en Houston, Outfest en Los Ángeles, y el NewFest: New York LGBT Film Festival.